# معاهدة فالبارايسو

تعتبر معاهدة فالبارايسو بمثابة اتفاق بين مدينتي تشيلي وبوليفيا أدت إلى إنهاء حرب المحيط الهادئ، وتم توقيع المعاهدة الثالثة للحرب في 4 أبريل1884،  وأجبرت هذه المعاهدة بوليفيا على إعطاء مدينة أنتوفاجاستا لشيلي.